# Praia de Skotina

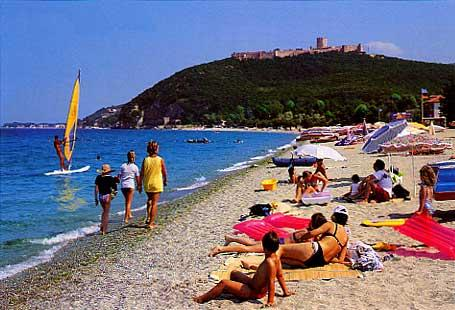
A praia de Skotina, com vista para o Castelo de Platamon

Paralia Skotinas ( em grego:  Παραλία Σκοτίνας   ) é um povoado à beira-mar que faz parte do município de Dio-Olympos, na unidade regional de Pieria, Macedônia Central, Grécia. Fica a 6 κm de Leptokarya, 1 km de Paralia Panteleimonos (Castelo) e a 1κm de Skotina . Neste ponto sua vista do Castelo de Platamon, é única.